# Nemzetközi Teqball Szövetség
A Nemzetközi Teqball Szövetség (francia: Fédération Internationale de Teqball) (FITEQ) a Teqball® és a Para Teqball® sportot irányító nemzetközi sportszövetsége. A szervezetet a sportág megalapítása után 2017-ben hozták létre, és jelenleg a székhelye Budapesten van.
A FITEQ felelős a Teqball® nemzetközi szintű irányításért, valamint a sport globális fejlesztéséért. Meghatározza a szabályokat, beleértve a pálya és az eszközök szabványait, és felügyeli az antidopping, valamint az antikorrupciós program végrehajtását.

## Vezetőség
A Nemzetközi Teqball Szövetség (FITEQ) elnöke Borsányi Gábor, a sport kreatív ötletgazdája. Alelnöke, Gattyán György nemzetközi üzletember, a végrehajtó bizottság elnöke, Huszár Viktor, valamint főtitkára, Marius Vizer Jr. Továbbá a vezetőség tagjai közé tartozik Matthew Curtain, a FITEQ sportigazgatója.

## Tagszövetségek
Jelenleg 120 országos tagszövetség működik 5 különböző kontinensen. A lista utoljára frissítve: 2021. szeptember 27.

### Afrika (35)
- Algéria
- Benin
- Bissau-Guinea
- Burundi
- Csád
- Dél-afrikai Köztársaság
- Dzsibuti
- Egyenlítői-Guinea
- Elefántcsontpart
- Gabon
- Gambia
- Ghána
- Guinea
- Kamerun
- Közép-afrikai Köztársaság
- Lesotho
- Libéria
- Madagaszkár
- Malawi
- Mali
- Mauritánia
- Mauritius
- Namíbia
- Nigéria
- Ruanda
- Seychelle-szigetek
- Sierra Leone
- Szenegál
- Szomália
- Szváziföld
- Togo
- Tunézia
- Zambia
- Zimbabwe
- Zöld-foki Köztársaság

### Amerika (18)
- Egyesült Államok
- Antigua és Barbuda
- Bahama-szigetek
- Barbados
- Belize
- Chile
- Guatemala
- Guyana
- Haiti
- Jamaica
- Kanada
- Panama
- Peru
- Saint Kitts és Nevis
- Saint Lucia
- Trinidad és Tobago
- Uruguay
- Venezuela

### Óceánia (8)
- Amerikai Szamoa
- Cook-szigetek
- Guam
- Pápua Új-Guinea
- Tuvalu
- Új-Kaledónia
- Új-Zéland
- Vanuatu

### Ázsia (31)
- Afganisztán
- Bahrein
- Brunei
- Dél-Korea
- Fülöp-szigetek
- Hongkong
- India
- Indonézia
- Irak
- Irán
- Japán
- Jemen
- Jordánia
- Kambodzsa
- Kazahsztán
- Kelet-Timor
- Kirgizisztán
- Kuvait
- Libanon
- Malajzia
- Mongólia
- Nepál
- Pakisztán
- Palesztina
- Szingapúr
- Szíria
- Srí Lanka
- Tádzsikisztán
- Thaiföld
- Türkmenisztán
- Üzbegisztán

### Európa (28)
- Albánia
- Ausztria
- Belgium
- Bosznia-Hercegovina
- Bulgária
- Csehország
- Észak-Macedónia
- Franciaország
- Grúzia
- Horvátország
- Koszovó
- Lengyelország
- Litvánia
- Luxemburg
- Magyarország
- Málta
- Moldova
- Montenegró
- Norvégia
- Olaszország
- Örményország
- Portugália
- Románia
- Svájc
- Szerbia
- Szlovákia
- Szlovénia
- Ukrajna

## Versenyek
A FITEQ a következő nemzetközi versenyeket rendezi:

### Világbajnokságok
A Nemzetközi Teqball Szövetség (FITEQ) 2017. június 22–24. között rendezte meg az első teqball-világbajnokságot Budapesten az Elek Gyula Arénában, amit közel 1000 néző követett nyomon élőben. A világkupára összesen 20 országból érkeztek teqballosok, akik egyéniben és párosban is összemérték erejüket. Továbbá az eseményre érkeztek sztármeghívottak is, mint például Nwankwo Kanu, aki Nigéria csapatával 1996-ban lett olimpiai bajnok, illetve a 2006-os labdarúgó-világbajnokság ezüstérmes csapatából a francia William Gallas. A díjátadón jelen voltak a teqball alapító tagjai, a sztármeghívottak, valamint dr. Szabó Tünde sportért felelős államtitkár.  
A Nemzetközi Teqball Szövetség (FITEQ) 2018. október 11-13. között rendezte meg a második teqball-világbajnokságot, amelyre immár 42 országból érkeztek a játékosok.
A 2019. december 6-8-án harmadik alkalommal megrendezett teqball-világbajnokságon a brazilok aranylabdás, világbajnok labdarúgója, Ronaldinho volt a meghívott sztárvendég. Az eseményen megrendezték a Stars Game-et is, amiben William Gallas, Robert Pires, Simao Sabrosa, valamint Sean Garnier, francia freestyle labdarúgó mérte össze tudását az asztalnál.
A 2020. évi világbajnokság a COVID-19 világjárvány miatt nem került megrendezésre. 
A 2022-es világbajnokságot novemberben rendezik meg, pontosabb információk egyelőre nem ismertek.
Férfi Egyéni
| Év   | Helyszín | Döntő           | Döntő             | Döntő          | Harmadik helyért | Harmadik helyért   | Harmadik helyért   | Forr.         |
| Év   | Helyszín | Győztes         | Eredmény          | Második hely   | Harmadik hely    | Eredmény           | Negyedik hely      | Forr.         |
| ---- | -------- | --------------- | ----------------- | -------------- | ---------------- | ------------------ | ------------------ | ------------- |
| 2017 | Budapest | Blázsovics Ádám | 12–8, 12–9        | Szolga Máté    | Lázár Zsolt      | 12–9, 12–5         | Konstantinos Becas | [ 11 ]        |
| 2018 | Reims    | Szécsi Barna    | 20–11, 20–15      | Sipos Árpád    | Adrian Duszak    | 20–12, 20–10       | Bogdan Marojević   | [ 12 ] [ 13 ] |
| 2019 | Budapest | Blázsovics Ádám | 20–10, 20–9       | Adrian Duszak  | Györgydeák Apor  | 19–20, 20–5, 20–16 | Bogdan Marojević   | [ 14 ] [ 15 ] |
| 2021 | Gliwice  | Blázsovics Ádám | 12-6, 10-12, 12-6 | Julien Grondin | Adrian Duszak    | 9-12, 12-10, 12-10 | Györgydeák Apor    |               |

Női Egyéni
| Év   | Helyszín | Döntő      | Döntő      | Döntő         | Harmadik helyért | Harmadik helyért | Harmadik helyért | Forr. |
| Év   | Helyszín | Győztes    | Eredmény   | Második hely  | Harmadik hely    | Eredmény         | Negyedik hely    | Forr. |
| ---- | -------- | ---------- | ---------- | ------------- | ---------------- | ---------------- | ---------------- | ----- |
| 2021 | Gliwice  | Izsák Anna | 12-8, 12-7 | Paulina Lezak | Carolyn Greco    | 12-5, 12-2       | Natalia Guitler  |       |

Férfi Páros
| Év   | Helyszín | Döntő                         | Döntő               | Döntő                          | Harmadik helyért               | Harmadik helyért | Harmadik helyért                       | Forr.         |
| Év   | Helyszín | Győztes                       | Eredmény            | Második hely                   | Harmadik hely                  | Eredmény         | Negyedik hely                          | Forr.         |
| ---- | -------- | ----------------------------- | ------------------- | ------------------------------ | ------------------------------ | ---------------- | -------------------------------------- | ------------- |
| 2017 | Budapest | Lázár Zsolt Szécsi Barna      | 12–10, 9–12, 12–9   | Imreh Balázs Szepessy Róbert   | Milan Lukić Sasa Mirosavljević | 12–9, 12–5       | Romain Gesmier Jonathan Siad           | [ 16 ]        |
| 2018 | Reims    | Bogdan Marojević Nikola Mitro | 19–20, 20–15, 22–20 | Bányik Csaba Blázsovics Ádám   | Ilyés Szabolcs Lázár Zsolt     | 20–11, 20–11     | Natalia Guitler Marcos Vieira da Silva | [ 17 ] [ 13 ] |
| 2019 | Budapest | Bányik Csaba Blázsovics Ádám  | 20–9, 20–18         | Bogdan Marojević Nikola Mitro  | Ilyés Szabolcs Lázár Zsolt     | 20–13, 20–19     | Julien Grondin Hugo Radeux             | [ 18 ] [ 15 ] |
| 2021 | Gliwice  | Bogdan Marojević Nikola Mitro | 12-7, 9-12, 12-3    | Ilyés Szabolcs Györgydeák Apor | Bányik Csaba Blázsovics Ádám   | 12-9, 12-10      | Rodrigo Medeiros Matheus Ferraz        |               |

Női Páros
| Év   | Helyszín | Döntő                           | Döntő            | Döntő                            | Harmadik helyért            | Harmadik helyért   | Harmadik helyért     | Forr. |
| Év   | Helyszín | Győztes                         | Eredmény         | Második hely                     | Harmadik hely               | Eredmény           | Negyedik hely        | Forr. |
| ---- | -------- | ------------------------------- | ---------------- | -------------------------------- | --------------------------- | ------------------ | -------------------- | ----- |
| 2021 | Gliwice  | Natalia Guitler Rafaella Fontes | 12-3, 6-12, 12-9 | Margaret Osmundson Carolyn Greco | Barabási Kinga Dakó Katalin | 12-10, 11-12, 12-7 | Izsák Anna Vasas Lea |       |

Vegyes páros
| Év   | Helyszín | Döntő                         | Döntő               | Döntő                         | Harmadik helyért             | Harmadik helyért   | Harmadik helyért              | Forr.         |
| Év   | Helyszín | Győztes                       | Eredmény            | Második hely                  | Harmadik hely                | Eredmény           | Negyedik hely                 | Forr.         |
| ---- | -------- | ----------------------------- | ------------------- | ----------------------------- | ---------------------------- | ------------------ | ----------------------------- | ------------- |
| 2019 | Budapest | Natalia Guitler Marcos Vieira | 20–15, 19–20, 20–14 | Janicsek Zsanett Bányik Csaba | Maya Umičević Nikola Mitro   | 20–13, 20–14       | Mitri Rita Lázár Zsolt        | [ 19 ] [ 15 ] |
| 2021 | Gliwice  | Janicsek Zsanett Bányik Csaba | 12-10, 12-9         | Vania Moraes Leonardo Lindoso | Miklós Tünde Györgydeák Apor | 12-10, 11-12, 12-7 | Margaret Osmundson Luka Pilic |               |

## Egyéb versenyek

### Afrikai Strandjátékok
A teqball a 2019 június 14–23. között megrendezett első Afrikai Strandjátékokon is bemutatkozott demonstrációs sportként. A rangos nemzetközi verseny – melyen a Noah Essomba Hubert, Tchami-Djomaha Gregory kameruni duó diadalmaskodott.

### Ázsiai Strandjátékok
Az Ázsiai Olimpiai Tanács (OCA) által hivatalosan elismert sportágként a teqball bekerült a Sanya 2020 Ázsiai Strandjátékok programjába, amelyet a COVID-19 pandémia miatt elhalasztottak 2022-re.

### Ázsiai Beltéri és Harcművészeti Játékok (AIMAG)
A teqball demonstrációs sportként vett részt a 2022 március 10-20 között megrendezésre kerülő Ázsiai Beltéri és Harcművészeti Játékokon, amelyet Thaiföldön tartottak. 

### Európa Játékok
A teqball a 2023-as krakkói Európa Játékok programján első alkalommal fog szerepelni.

## Világranglisták
Teqball Világranglisták Frissítve: 2022. április. 8.
| Hely. | Egyéni                | Pont  |
| ----- | --------------------- | ----- |
| 1.    | Blázsovics Ádám       | 41977 |
| 2.    | Györgydeák Apor       | 38693 |
| 3.    | Julien Arnaud Grondin | 26696 |
| 4.    | Bányik Csaba          | 15798 |
| 5.    | Adrian Duszak         | 15660 |
| 6.    | Bogdan Marojevic      | 10380 |
| 7.    | Hugo Rabeux           | 10358 |
| 8.    | Katz Balázs           | 10192 |
| 9.    | Ilyés Szabolcs        | 9532  |
| 10.   | Yassine Sahli         | 8608  |

| Hely. | Páros            | Pont  |
| ----- | ---------------- | ----- |
| 1.    | Nikola Mitro     | 57002 |
| 2.    | Bogdan Marojevic | 55562 |
| 3.    | Bányik Csaba     | 48018 |
| 4.    | Blázsovics Ádám  | 47492 |
| 5.    | Ilyés Szabolcs   | 40828 |
| 6.    | Györgydeák Apor  | 40614 |
| 7.    | Dennis Correia   | 39526 |
| 8.    | Luka Pilic       | 38713 |
| 9.    | Julien Grondin   | 31550 |
| 9.    | Hugo Rabeux      | 31550 |

| Hely. | Vegyes páros                | Pont  |
| ----- | --------------------------- | ----- |
| 1.    | Janicsek Zsanett Lujza      | 50200 |
| 1.    | Bányik Csaba                | 50200 |
| 3.    | Vania Moraes da Cruz        | 33496 |
| 3.    | Leonardo Lindoso de Almeida | 33496 |
| 5.    | Maja Umicevic               | 19990 |
| 5.    | Nikola Mitro                | 19990 |
| 7.    | Györgydeák Apor             | 17862 |
| 8.    | Miklós Tünde                | 16710 |
| 8.    | Rafaella Fontes             | 12122 |
| 10.   | Marcos Viera da Silva       | 11864 |

## Nemzetközi partnerek
- Ázsiai Olimpiai Tanács (OCA) elismerése 2018 augusztusában[28]
- Afrikai Nemzeti Olimpiai Bizottságok Szövetsége (ANOCA) elismerése 2019 júniusában[29]
- Óceániai Sportszövetségek Szervezete (OSFO) (2020)[30]
- Aláírója az ENSZ Sports for Climate Action szervezetének [31]
- A Nemzetközi Sportszövetségek Globális Szövetségének (GAISF) teljes jogú tagja[32]
- A Nemzetközi Vizsgálati Ügynökség (ITA) partnere [33]
- A Nemzetközi Doppingellenes Ügynökség (WADA) aláírója[34]
- Az Olimpiai Csatorna partnere (Olympic Channel)[35]
- Az Eurosport és Euronews csatornák partnere[36]
- Nemzetközi Szabadidősport Szövetség (TAFISA) elismerése 2019 novemberében[37]
- Nemzetközi Iskolasport Szövetség (ISF) partnere [38]
- A Külgazdasági és Külügyminisztérium (KKM) együttműködési megállapodás [39]
- Magyar Paralimpiai Bizottság (MPB) együttműködési megállapodás [40]
- Nemzetközi Fair Play Bizottság partnere